# 南川马先蒿
南川马先蒿（学名：Pedicularis nanchuanensis）为列当科马先蒿属的植物，为中国的特有植物。分布于中国大陆的四川等地，生长于海拔2,100米至2,200米的地区，常生长在竹林边，目前尚未由人工引种栽培。